# Baron Mowbray
Baron Mowbray je baronský titul anglické šlechty.

## Historie
Titul byl tvořen roku 1283 pro Rogera de Mowbray. Tento titul měli v držení po dlouhou dobu rod Mowbray a vévodové z Norfolku. Roku 1368 získal John de Mowbray, 1. hrabě z Nottinghamu a 5. baron Mowbray titul baron Segrave a došlo ke sjednocení těchto titulů. Poté došlo ke spojení s titulem vévody z Norfolku. K oddělení těchto titulů došlo roku1777 po smrti Edwarda Howarda, 9. vévody z Norfolku a tím zanikl tento titul. Roku 1878 došlo k obnovení titulu a spojení s titulem baron Stourton. S těmito tituly byl spojen i titul baron Segrave. Hodnost barona Mowbraye a Segrave se na krátkou dobu oddělily. V době kdy titul baron de Ros''' získala žena, stal se baron Mowbray předním (premierem) baronem v Anglii. (Baron de Ros je nejstarší baronský titul). 

## Baroni Mowbray (1283)
- Roger de Mowbray, 1. baron Mowbray (úmrtí 1297)
- John de Mowbray, 2. baron Mowbray (úmrtí 1322)
- John de Mowbray, 3. baron Mowbray (1310–1361)
- John de Mowbray, 4. baron Mowbray (1340–1368)
- John de Mowbray, 1. hrabě z Nottinghamu, 5. baron Mowbray (1365–1379)
- Thomas de Mowbray, 1. vévoda z Norfolku, 6. baron Mowbray (1366–1399)
- Thomas Mowbray, 4. hrabě z Norfolku, 7. baron Mowbray (1385–1405)
- John Mowbray, 2. vévoda z Norfolku, 8. baron Mowbray  (1389–1432)
- John Mowbray, 3. vévoda z Norfolku, 9. baron Mowbray (1415–1461)
- John Mowbray, 4. vévoda z Norfolku, 10. baron Mowbray (1444–1476)
- Anne Mowbray, 8. hraběnka z Norfolku, 11. baronka Mowbray (1472-asi 1481) (pozastavení titulu 1481)
- John Howard, 1. vévoda z Norfolku, 12. baron Mowbray (1420–1485), (zrušení pozastavení 1484) (zrušen 1485)
- Thomas Howard, 4. vévoda z Norfolku, 13. baron Mowbray (1538–1572), (obnovení 1554) (zrušen 1572)
- Thomas Howard, 21. hrabě z Arundelu, 14. baron Mowbray (1585–1646), (obnovení 1604)
- Henry Howard, 22. hrabě z Arundelu, 15. baron Mowbray (1608–1652), (povolán do parlamentu jako Lord Mowbray, 1639)
- Thomas Howard, 5. vévoda z Norfolku, 16. baron Mowbray (1627–1677)
- Henry Howard, 6. vévoda z Norfolku, 17. baron Mowbray (1628–1684)
- Henry Howard, 7. vévoda z Norfolku, 18. baron Mowbray (1654–1701), povolán do parlamentu jako Lord Mowbray, 1678
- Thomas Howard, 8. vévoda z Norfolku, 19. baron Mowbray (1683–1732)
- Edward Howard, 9. vévoda z Norfolku, 20. baron Mowbray (1686–1777), (zrušen 1777)
- Alfred Joseph Stourton, 21./23. baron Mowbray (1829–1893) (Lords: Mowbray-Segrave Case 1877.[1] (obnovení 1878). Family Tree by Stephen Tucker College of Arms 1878)
- Charles Botolph Joseph Stourton, 22./24. baron Mowbray (1867–1936)
- William Marmaduke Stourton, 23rd./25. baron Mowbray (1895–1965)
- Charles Edward Stourton, 24./26. baron Mowbray (1923–2006)
- Edward William Stephen Stourton, 25./27. baron Mowbray (1953-2021)
- James Charles Peter Stourton, 26./28. baron Mowbray(nar. 1991).